# Myrmeleon (Myrmeleon) amicus
Myrmeleon (Myrmeleon) amicus is een insect uit de familie van de mierenleeuwen (Myrmeleontidae), die tot de orde netvleugeligen (Neuroptera) behoort. 
Myrmeleon (Myrmeleon) amicus is voor het eerst wetenschappelijk beschreven door Hölzel & Ohm in 1983.